# Sven Davidson
Sven Viktor Davidson, född 13 juli 1928 i Borås församling, död 28 maj 2008 i Arcadia i Kalifornien, var en svensk tennisspelare i AIK (fram till 1949 i IF Elfsborg). Han var under flera år under 1950-talet en av världens tio bästa amatörspelare och rankades 1957 som nummer tre. 
Sven Davidson vann Franska mästerskapen 1957 och herrdubbeln i Wimbledonmästerskapen 1958 tillsammans med Ulf Schmidt. År 2004 upptogs Davidson tillsammans med Ulf Schmidt, Jan-Erik Lundqvist och Lennart Bergelin i Swedish Tennis Hall of Fame. 
Han upptogs 2007 i  International Tennis Hall of Fame.

## Tenniskarriären
Davidson vann Swedish Open i Båstad 1951 och amerikanska inomhusmästerskapen 1954. Han nådde finalen i Franska mästerskapen 1955 och 1956, men förlorade mot toppspelarna Tony Trabert och Lew Hoad. Följande år vann han dock Franska mästerskapen i Paris och blev därmed den förste svenske spelaren som vann en singeltitel i en Grand Slam-turnering. I finalen besegrade han den amerikanske Davis Cup-spelaren och finalisten i Amerikanska mästerskapen Herbert Flam med siffrorna 6–3, 6–4, 6–4. 
År 1957 nådde Davidson semifinalen i både Wimbledonmästerskapen och Amerikanska mästerskapen. Tillsammans med Ulf Schmidt tog han sin andra Grand Slam-titel genom vinst i herrdubbeln i Wimbledonmästerskapen 1958. I finalen besegrade svenskarna det australiska paret Ashley Cooper och Neale Fraser med siffrorna 6–4, 6–4, 8–6. 
Davidson vann totalt 26 SM-titlar (1949–60, varav 23 titlar under åren med AIK) och spelade 86 DC-matcher (1950–61) för Sverige, av vilka han vann 62.

## Spelaren och personen
Sven Davidson var som tennisspelare mycket vältränad och smidig. Han gick gärna på nät för att avgöra med volley. Särskilt bekant blev han för sina välavvägda stoppbollar och han hade också förmågan att slå överraskande offensiva lobbar. Serven var inte i nivå med de övriga slagen och hindrade honom sannolikt från att nå ännu större framgångar. 
Efter sin seger i dubbelfinalen i Wimbledon 1958 drog Davidson ned på sitt tennistävlande till förmån för annat. Efter tenniskarriären verkade han som TV-kommentator. Han var initiativtagare och grundare av Stockholm Open 1969.
Sven fick 1994 Hans Majestät Konungens medalj i 8:e storleken i högblått band för sina insatser i svensk tennis och grundare av Stockholm Open.
Davidson avled i sitt hem i Kalifornien, där han bott sedan 1980-talet, en månad före sin 80-årsdag.

## Grand Slam-finaler, singel (3)

### Titlar (1)
| År   | Mästerskap           | Finalmotståndare | Resultat      |
| ---- | -------------------- | ---------------- | ------------- |
| 1957 | Franska mästerskapen | Herbert Flam     | 6–3, 6–4, 6–4 |

### Finalförluster (Runner-ups) (2)
| År   | Mästerskap           | Finalmotståndare | Resultat           |
| ---- | -------------------- | ---------------- | ------------------ |
| 1955 | Franska mästerskapen | Tony Trabert     | 6–2, 1–6, 4–6, 2–6 |
| 1956 | Franska mästerskapen | Lew Hoad         | 4–6, 6–8, 3–6      |

## Övriga Grand Slam-titlar
- Wimbledonmästerskapen
  - Dubbel – 1958 (med Ulf Schmidt)